# Panopsis tepuiana
Panopsis tepuiana är en tvåhjärtbladig växtart som beskrevs av Julian Alfred Steyermark. Panopsis tepuiana ingår i släktet Panopsis och familjen Proteaceae. Inga underarter finns listade i Catalogue of Life.